# Uomini & donne, amori & bugie
Uomini & donne, amori & bugie è un film del 2003, diretto da Eleonora Giorgi.

## Trama
Giovanni e Anna hanno cinque figli: Vittorio, Nina, Veronica, Marco e Francesco. Si tratta però di una famiglia scomposta, nella quale tradimenti e bugie sono all'ordine del giorno.